# 吕克瑟伊莱班
吕克瑟伊莱班（法語：Luxeuil-les-Bains，法語發音：[lyksœj le bɛ̃]），法国东北部城市，勃艮第-弗朗什-孔泰大区上索恩省的一个市镇，隶属于吕尔区，其市镇面积为21.81平方公里，2022年1月1日时人口数量为6,674人，是该省人口第四多的市镇，在法国城市中排名第1,589位。
吕克瑟伊莱班位于上索恩省东北部，布勒尚河右岸，是一个区域性的中心城市，多条公路在此交汇。

## 地名来源
“吕克瑟伊”一名最初于公元7世纪时以“Luxovium”的形式被记载，该名称来源于高卢神话人物卢克瑟维乌斯，相传其为高卢的水神，也是吕克瑟伊温泉的守护神。“莱班”一名意为“温泉”，自1924年起成为其官方名称的一部分。

## 历史

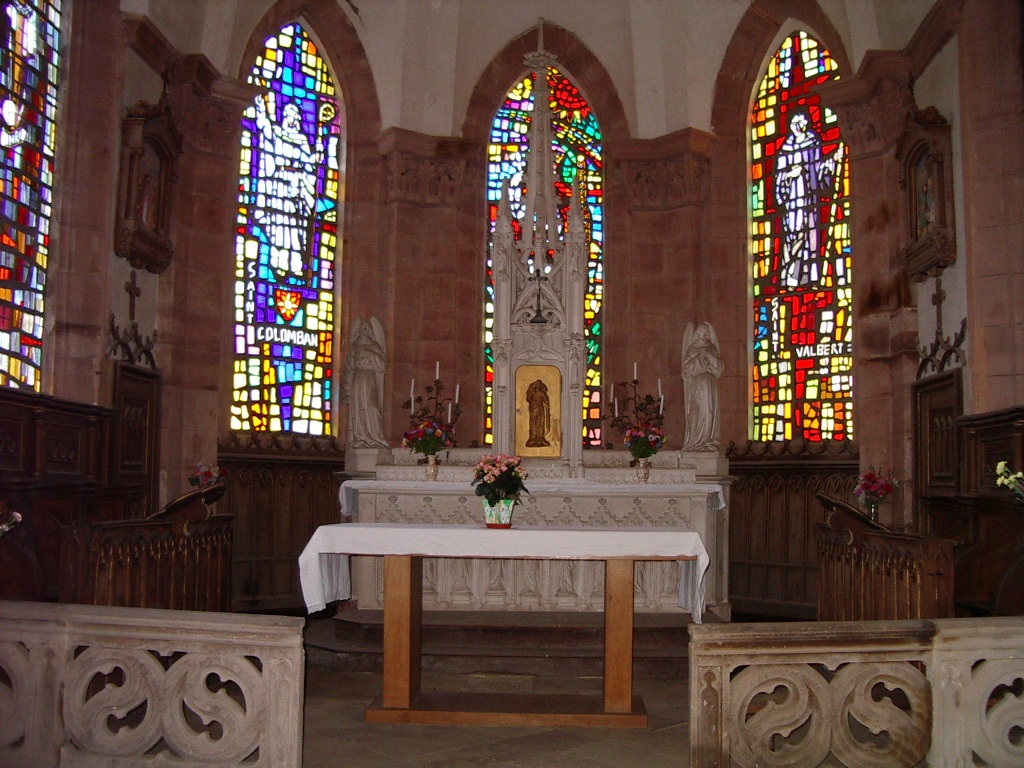
吕克瑟伊莱班圣伯多禄大教堂内部

根据当地官方网站的论述，吕克瑟伊莱班在高卢时期就已出现人类活动。公元六世纪时，圣高隆邦在此修建了一处修道院，其附近开始形成聚落。公元733年，撒拉森人曾占领并烧毁了吕克瑟伊莱班。文艺复兴时期，吕克瑟伊莱班境内出现了多处罗马式建筑，其中圣伯多禄大教堂和市政塔楼成为了当地的地标性建筑物。法国大革命后，吕克瑟伊莱班成为上索恩省的一个市镇，并在1790至1795年间为该省的一个地区行署。1856年，在拿破仑三世的支持下，吕克瑟伊莱班的温泉被建为一个疗养中心。1912年，吕克瑟伊-圣索沃尔116航空基地建成。1950年，法国总理罗贝尔·舒曼在吕克塞伊莱班召开圣高隆邦欧洲会议，并提出了建立欧洲联盟的设想。2006年，吕克瑟伊莱班获得“温泉市镇”的地位。

## 地理

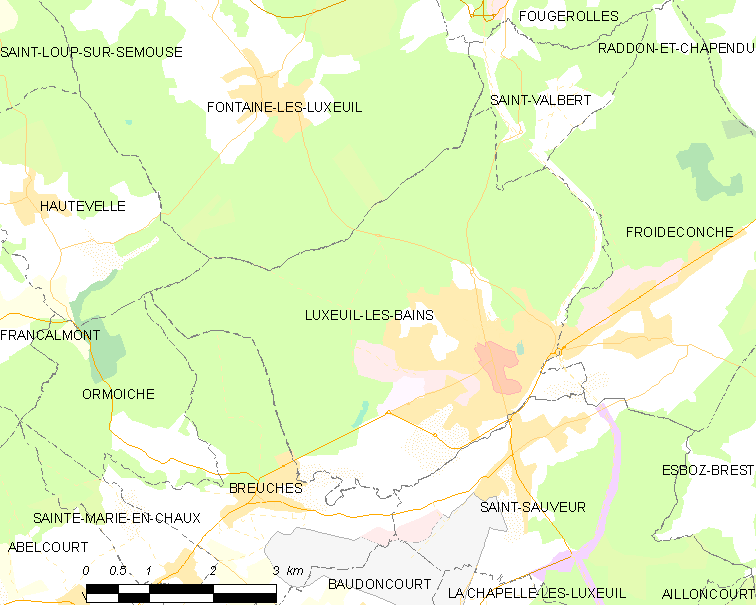
吕克瑟伊莱班市镇范围地图

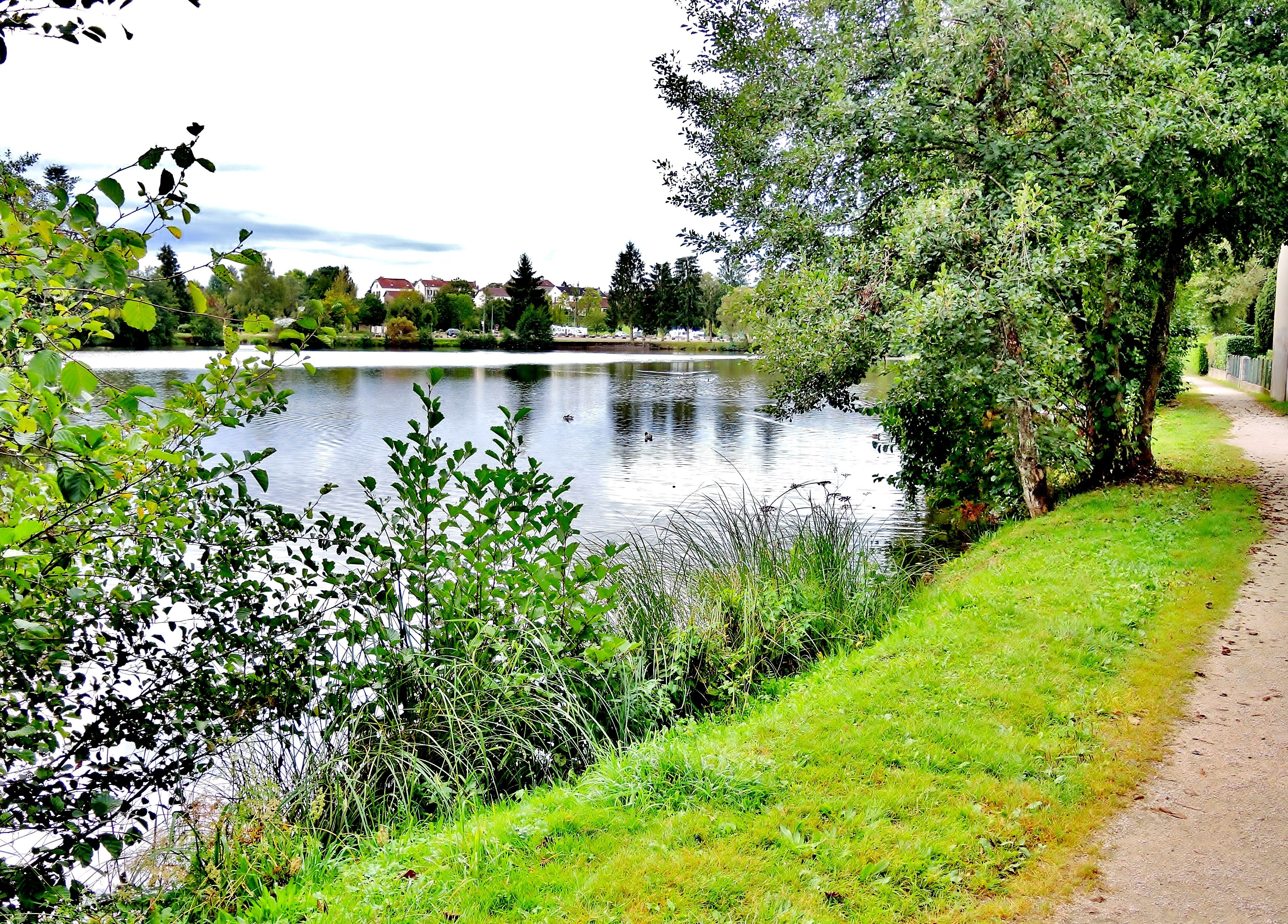
口袋湖畔

吕克瑟伊莱班位于法国东北部，勃艮第-弗朗什-孔泰大区东北部和上索恩省东北部，距离省会沃苏勒大约34公里。与吕克瑟伊莱班接壤的市镇包括：方丹莱吕克瑟伊、布勒什、弗鲁瓦德孔什、欧特韦勒、圣索沃尔、富日罗勒-圣瓦尔贝。

### 地形
吕克瑟伊莱班位于孚日山南部的延伸地带，境内以丘陵为主，市镇中心地势较为平坦，全境海拔在260到395米之间。

### 水文
吕克瑟伊莱班位于罗讷河流域，布勒尚河自东向西流经境内，其支流莫尔比耶夫河（Le Morbief）在此与其交汇。此外吕克瑟伊莱班境内还有多处水塘，其中市中心的“口袋湖”（Étang de la Poche）附近被开辟为城市绿地公园。

### 植被
吕克瑟伊莱班属于温带阔叶混交林区，市区北部为吕克瑟伊莱班森林，市区内的林地主要分布于河流及水域附近。
在鲜花城市的评比中，吕克瑟伊莱班被评为3星级鲜花城市。

### 气候
吕克瑟伊莱班在柯本气候分类法中属于温带海洋性气候，因其距离海岸线相对较远，故当地气候又有较为明显的大陆性特征。
吕克瑟伊莱班境内设有气象站，以下为该气象站的数据：
| 吕克瑟伊莱班1981年－2019年 | 吕克瑟伊莱班1981年－2019年 | 吕克瑟伊莱班1981年－2019年 | 吕克瑟伊莱班1981年－2019年 | 吕克瑟伊莱班1981年－2019年 | 吕克瑟伊莱班1981年－2019年 | 吕克瑟伊莱班1981年－2019年 | 吕克瑟伊莱班1981年－2019年 | 吕克瑟伊莱班1981年－2019年 | 吕克瑟伊莱班1981年－2019年 | 吕克瑟伊莱班1981年－2019年 | 吕克瑟伊莱班1981年－2019年 | 吕克瑟伊莱班1981年－2019年 | 吕克瑟伊莱班1981年－2019年 |
| 月份                       | 1月                        | 2月                        | 3月                        | 4月                        | 5月                        | 6月                        | 7月                        | 8月                        | 9月                        | 10月                       | 11月                       | 12月                       | 全年                       |
| -------------------------- | -------------------------- | -------------------------- | -------------------------- | -------------------------- | -------------------------- | -------------------------- | -------------------------- | -------------------------- | -------------------------- | -------------------------- | -------------------------- | -------------------------- | -------------------------- |
| 历史最高温 °C（°F）        | 17.2 (63.0)                | 22.5 (72.5)                | 25.2 (77.4)                | 29 (84)                    | 31.8 (89.2)                | 37.3 (99.1)                | 38.9 (102.0)               | 38.5 (101.3)               | 34 (93)                    | 29.2 (84.6)                | 23.5 (74.3)                | 20 (68)                    | 38.9 (102.0)               |
| 平均高温 °C（°F）          | 5.1 (41.2)                 | 7 (45)                     | 11.6 (52.9)                | 15.6 (60.1)                | 20 (68)                    | 23.3 (73.9)                | 25.7 (78.3)                | 25.4 (77.7)                | 21 (70)                    | 16 (61)                    | 9.5 (49.1)                 | 5.6 (42.1)                 | 15.5 (59.9)                |
| 日均气温 °C（°F）          | 1.6 (34.9)                 | 2.6 (36.7)                 | 6.4 (43.5)                 | 9.5 (49.1)                 | 13.9 (57.0)                | 17.2 (63.0)                | 19.4 (66.9)                | 19 (66)                    | 15.2 (59.4)                | 11.1 (52.0)                | 5.6 (42.1)                 | 2.5 (36.5)                 | 10.3 (50.5)                |
| 平均低温 °C（°F）          | −1.9 (28.6)                | −1.8 (28.8)                | 1.1 (34.0)                 | 3.5 (38.3)                 | 7.9 (46.2)                 | 11.1 (52.0)                | 13.1 (55.6)                | 12.6 (54.7)                | 9.4 (48.9)                 | 6.2 (43.2)                 | 1.7 (35.1)                 | −0.7 (30.7)                | 5.2 (41.4)                 |
| 历史最低温 °C（°F）        | −25.9 (−14.6)              | −25.4 (−13.7)              | −20.2 (−4.4)               | −7.2 (19.0)                | −5.6 (21.9)                | −0.1 (31.8)                | 0 (32)                     | 0.2 (32.4)                 | −3 (27)                    | −9 (16)                    | −13.6 (7.5)                | −22.8 (−9.0)               | −25.9 (−14.6)              |
| 平均降水量 mm（）          | 84.9 (3.34)                | 74.7 (2.94)                | 79.2 (3.12)                | 73.1 (2.88)                | 97.9 (3.85)                | 88.3 (3.48)                | 86.6 (3.41)                | 79.1 (3.11)                | 89 (3.5)                   | 100.4 (3.95)               | 94.2 (3.71)                | 103.8 (4.09)               | 1,051.2 (41.39)            |
| 月均日照時數               | 72.5                       | 91.7                       | 140.6                      | 175.9                      | 203.9                      | 231                        | 240.9                      | 227.5                      | 172.2                      | 121.4                      | 67                         | 54.9                       | 1,799.5                    |
| 来源：infoclimat.fr        |                            |                            |                            |                            |                            |                            |                            |                            |                            |                            |                            |                            |                            |

## 行政区划
吕克瑟伊莱班的市镇编号为70311，邮政编号为70300。
在行政管理方面，吕克瑟伊莱班隶属于法国勃艮第-弗朗什-孔泰大区上索恩省吕尔区；在地方选举方面，吕克瑟伊莱班是吕克瑟伊莱班县的中央投票站所在地，其市镇范围全境被划入上索恩省第二选区；在社会管理方面，吕克瑟伊莱班是吕克瑟伊地区市镇公共社区的办公驻地。
法国国家统计与经济研究所（简称）在进行数据统计时，将吕克瑟伊莱班及相邻的另外5个市镇设为吕克瑟伊莱班城市核心区，并将包括核心区在内的周边共13个市镇划为吕克瑟伊莱班城市区。自2020年起，吕克瑟伊莱班城市区被包含41个市镇的吕克瑟伊莱班城市辐射区代替。此外，还将吕克瑟伊莱班市镇分为了4个“块区”（IRIS），以便于统计人口分布情况。

## 交通

### 公路
法国国道N57线和多条上索恩省省道在吕克瑟伊莱班境内交汇。勃艮第-弗朗什-孔泰大区下属的城际客运提供巴士线路，可前往沃苏勒、勒瓦勒达若勒、瑟穆斯河畔圣卢等地。
| 8 巴黎 特鲁瓦 | 84 |

| 4 里昂 马赛 | 77 |

| 沃苏勒 | 34 |

| 埃皮纳勒 | 56 |

| 吕尔 | 20 |

| 索恩港 | 35 |

| 贝尔福 | 53 |

| 蒙贝利亚尔 | 56 |

| 埃里库尔 | 46 |

| 瓦勒德默兹 | 82 |

| 第戎 | 142 |

| 贝桑松 | 88 |

| 里奥 | 63 |

| 勒米尔蒙 | 34 |

2018年，57.5%的吕克瑟伊莱班家庭拥有至少一辆私人汽车。2019年，吕克瑟伊莱班境内共发生各类交通事故5起，造成1人遇难，5人受伤。

### 铁路

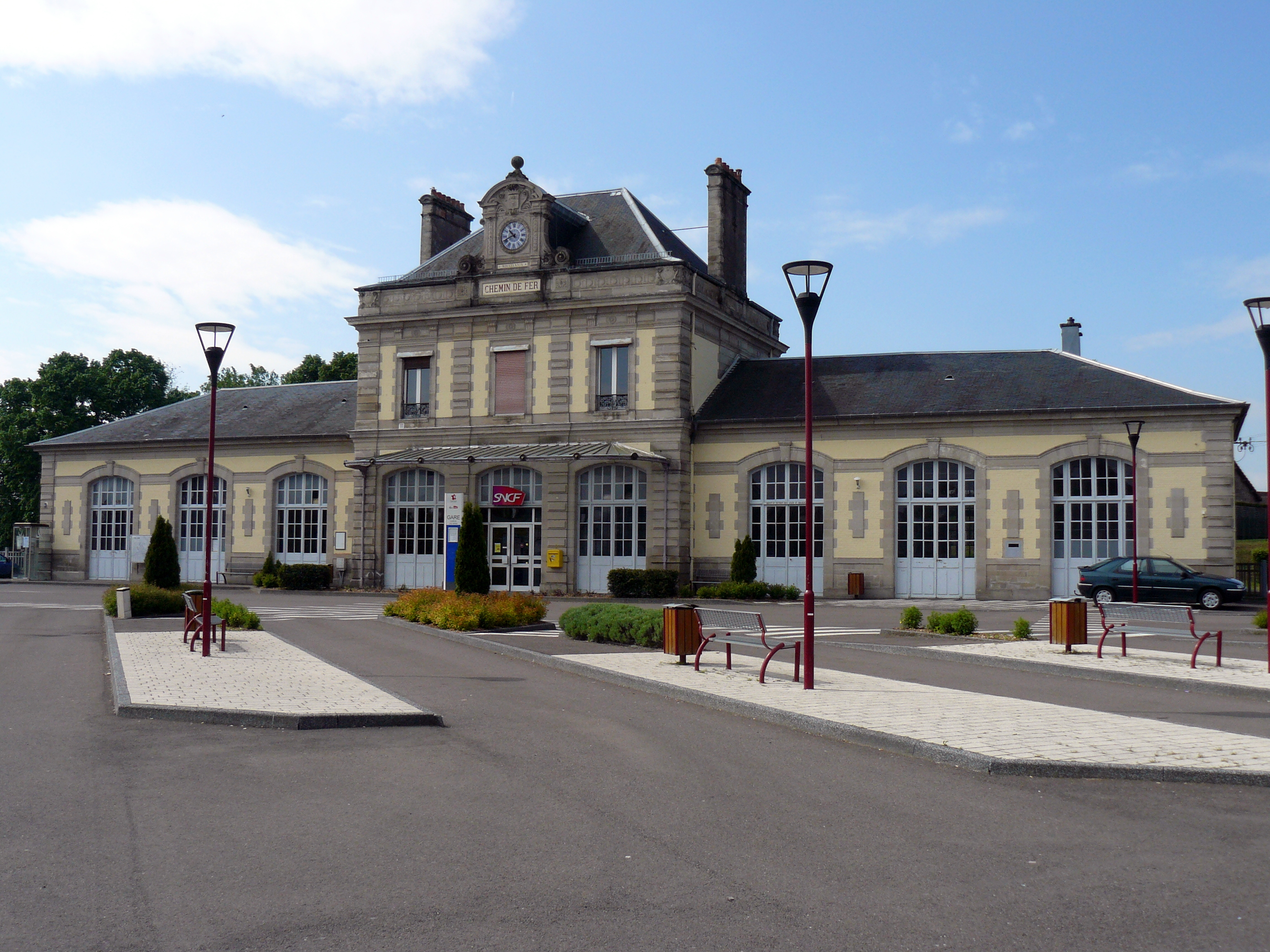
吕克瑟伊莱班火车站主站房

吕克瑟伊莱班位于布兰维尔-达姆勒维耶尔－吕尔铁路上。吕克瑟伊莱班站位于市区西部，停靠往返于埃皮奈勒和贝尔福一线的区域列车。

### 航空
距离吕克瑟伊莱班最近的民用航空站为巴塞尔-米卢斯-弗赖堡欧洲机场，距离吕克瑟伊莱班市中心的公路里程约125公里。

### 城市公共交通
吕克瑟伊莱班城市公共交通（商业名称为）是当地的城市公共交通系统。截至2022年1月，该系统共包括1条单循环公交线路，路网覆盖了吕克瑟伊莱班市区内的主要街道和居民区。

## 政治

### 市政内阁

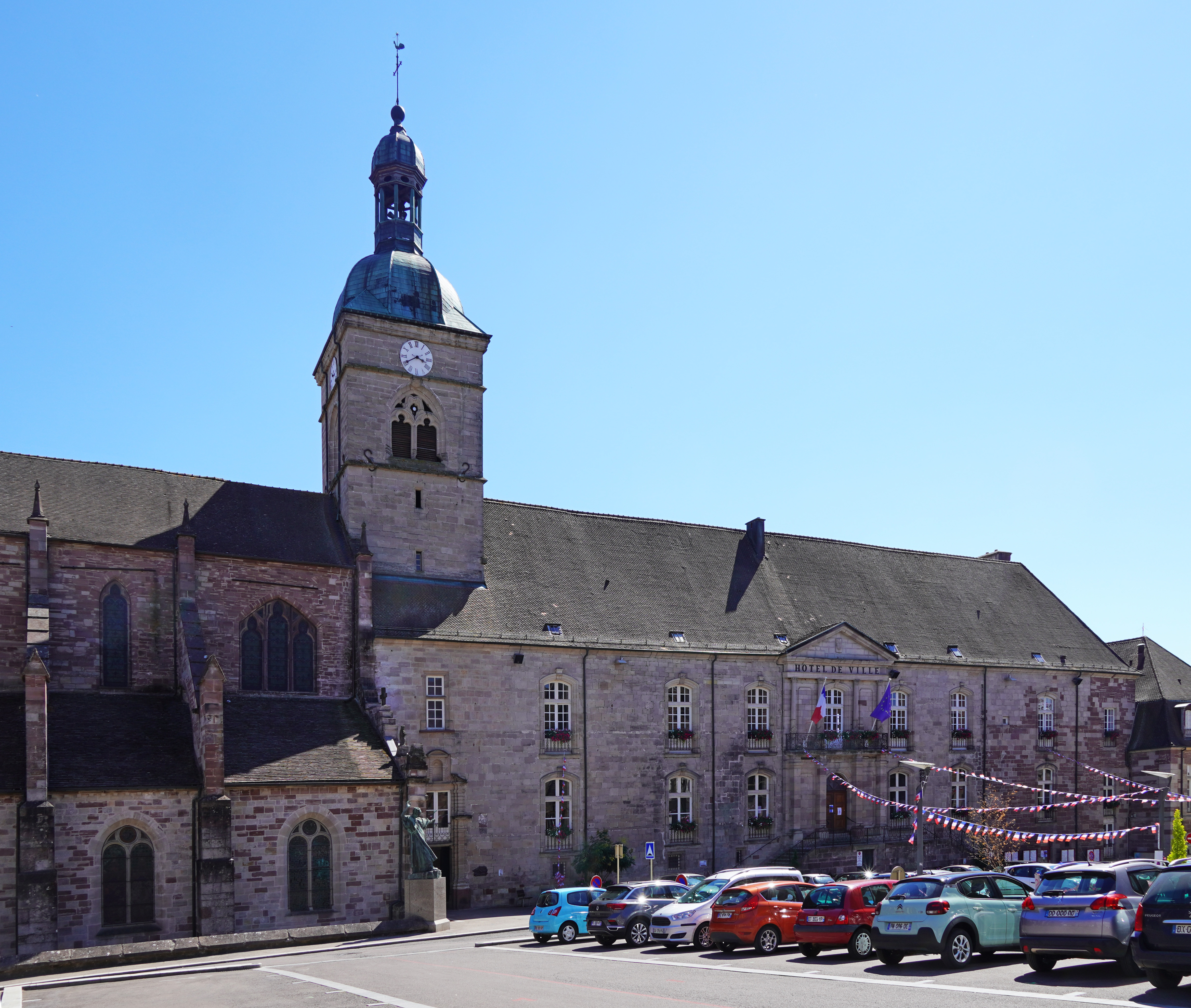
吕克瑟伊莱班市政厅

吕克瑟伊莱班的现任市长为弗雷德里克·布格哈德先生（Frédéric Burghard），他是共和党的一名成员，在2020年的市政选举中获得了77.65%的支持率。
| 吕克瑟伊莱班历届市长 | 吕克瑟伊莱班历届市长                  | 吕克瑟伊莱班历届市长      |
| 任期                 | 市长                                  | 党派                      |
| -------------------- | ------------------------------------- | ------------------------- |
| 1945年－1970年       | André Maroselli 安德烈·马罗塞利       | RAD激进党                 |
| 1970年－1989年       | Jacques Maroselli 雅克·马罗塞利       | PRG左派激進黨             |
| 1989年－1995年       | Bernard Hagemann 贝尔纳·阿热曼        | UDF法国民主联盟           |
| 1995年－2008年       | Michel Gabillot 米歇尔·加比约         | DVG左翼无党派人士         |
| 2008年－2015年       | Michel Raison 米歇尔·雷松             | UMP人民运动联盟 →LR共和黨 |
| 2016年－             | Frédéric Burghard 弗雷德里克·布格哈德 | LR共和黨                  |

### 各级选举
| 吕克瑟伊莱班历届投票选举结果 | 吕克瑟伊莱班历届投票选举结果 | 吕克瑟伊莱班历届投票选举结果 | 吕克瑟伊莱班历届投票选举结果      | 吕克瑟伊莱班历届投票选举结果 | 吕克瑟伊莱班历届投票选举结果 | 吕克瑟伊莱班历届投票选举结果      | 吕克瑟伊莱班历届投票选举结果 | 吕克瑟伊莱班历届投票选举结果 |
| 选举项目                     | 选区单位                     | 选举结果                     | 选举结果                          | 选举结果                     | 选举结果                     | 选举结果                          | 选举结果                     | 参考资料                     |
| 选举项目                     | 选区单位                     | 第一轮胜出者                 | 第一轮胜出者                      | 支持率                       | 第二轮胜出者                 | 第二轮胜出者                      | 支持率                       | 参考资料                     |
| ---------------------------- | ---------------------------- | ---------------------------- | --------------------------------- | ---------------------------- | ---------------------------- | --------------------------------- | ---------------------------- | ---------------------------- |
| 2017年法國總統選舉           | 吕克瑟伊莱班市镇             |                              | 玛丽娜·勒庞                       | 23.38%                       |                              | 埃马纽埃尔·马克龙                 | 60.12%                       | [ 24 ]                       |
| 2017年法国立法选举           | 上索恩省第二选区             |                              | 克里斯托夫·勒热纳                 | 32.49%                       |                              | 克里斯托夫·勒热纳                 | 61.57%                       | [ 24 ]                       |
| 2019年欧洲议会选举           | 吕克瑟伊莱班市镇             |                              | Prenez le Pouvoir                 | 27.74%                       | （不适用）                   | （不适用）                        | （不适用）                   | [ 24 ]                       |
| 2021年法国省级选举           | 吕克瑟伊莱班县               |                              | 弗雷德里克·布格哈德 科琳娜·让帕里 | 56.38%                       |                              | 弗雷德里克·布格哈德 科琳娜·让帕里 | 71.48%                       | [ 25 ]                       |
| 2021年法国大区选举           | 吕克瑟伊莱班市镇             |                              | 吉勒·普拉特雷                     | 31.65%                       |                              | 玛丽-吉特·迪费                    | 37.25%                       | [ 26 ]                       |

## 人口
2018年，吕克瑟伊莱班市镇人口数量为6,692，在法国排名第1,589位。其中男性3,146人，女性3,546人，75岁及以上人口占11.4%，外籍人口数量为1,692人，人口密度为307人/平方公里，当地居民被称为（男性）或（女性）。2019年，吕克瑟伊莱班境内出生49人，死亡人口101人。
| 年份   | 1936  | 1946  | 1954  | 1962  | 1968  | 1975   | 1982  | 1990  | 1999  | 2006  | 2011  | 2016  | 2019  |
| ------ | ----- | ----- | ----- | ----- | ----- | ------ | ----- | ----- | ----- | ----- | ----- | ----- | ----- |
| 人口數 | 5,691 | 5,724 | 6,691 | 8,161 | 9,216 | 10,105 | 9,951 | 8,790 | 8,414 | 7,575 | 7,126 | 6,726 | 6,623 |

## 经济

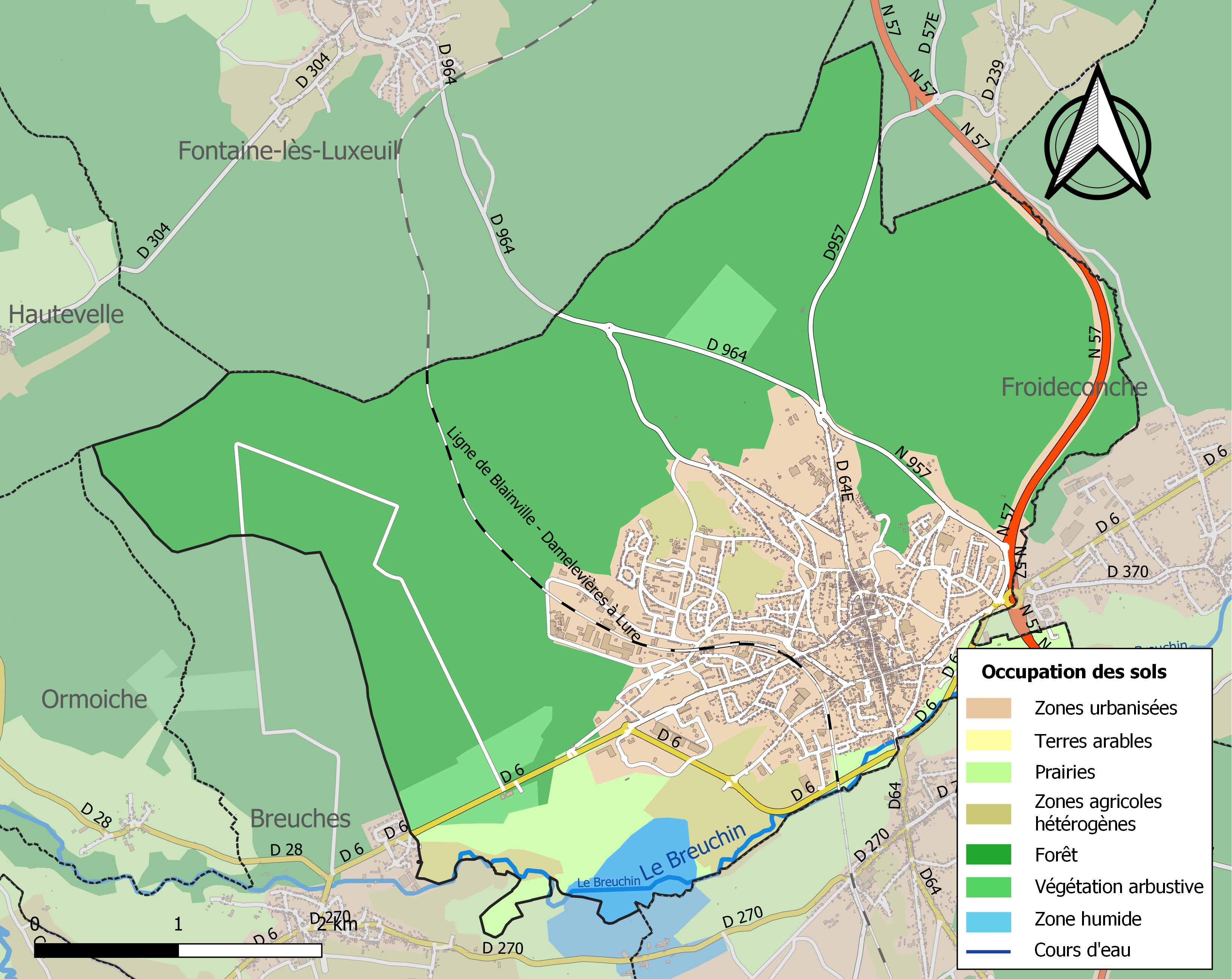
吕克瑟伊莱班土地利用情况地图

吕克瑟伊莱班是一个区域性的中心城市。截止2022年1月，吕克瑟伊莱班市镇范围内共有各类用人单位（包含自雇）1,173家，平均历史为18年，其中98.99%为中小型企业（PME）。（能源销售）、（汽车销售）及（橡胶制品生产）是当地2020年营业额最高的三个企业，分别为24,887,210欧元、11,211,800欧元和10,194,820欧元。

## 财政与居民收入
2020年，吕克瑟伊莱班的财政收入总额为8,019,970欧元，财政支出总额为6,827,830欧元，当年的债务总额为9,085,820欧元。2021年，吕克瑟伊莱班共获得1,623,288欧元的国家财政补助，比上一年增加了2.22%。
2019年，吕克瑟伊莱班的人均月收入总额为1,984欧元，其中高级职员为3,727欧元，低于法国平均水平（4,230欧元）；中级职员为2,152欧元，低于法国平均水平（2,411欧元）；普通职员为1,617欧元，亦低于法国平均水平（1,740欧元）。
2018年，吕克瑟伊莱班境内的青壮年（15至64岁）失业率为20.8%，当地40.2%的家庭拥有纳税资格，平均纳税2,587欧元，低于法国平均水平（3,910欧元）。

## 社会事务

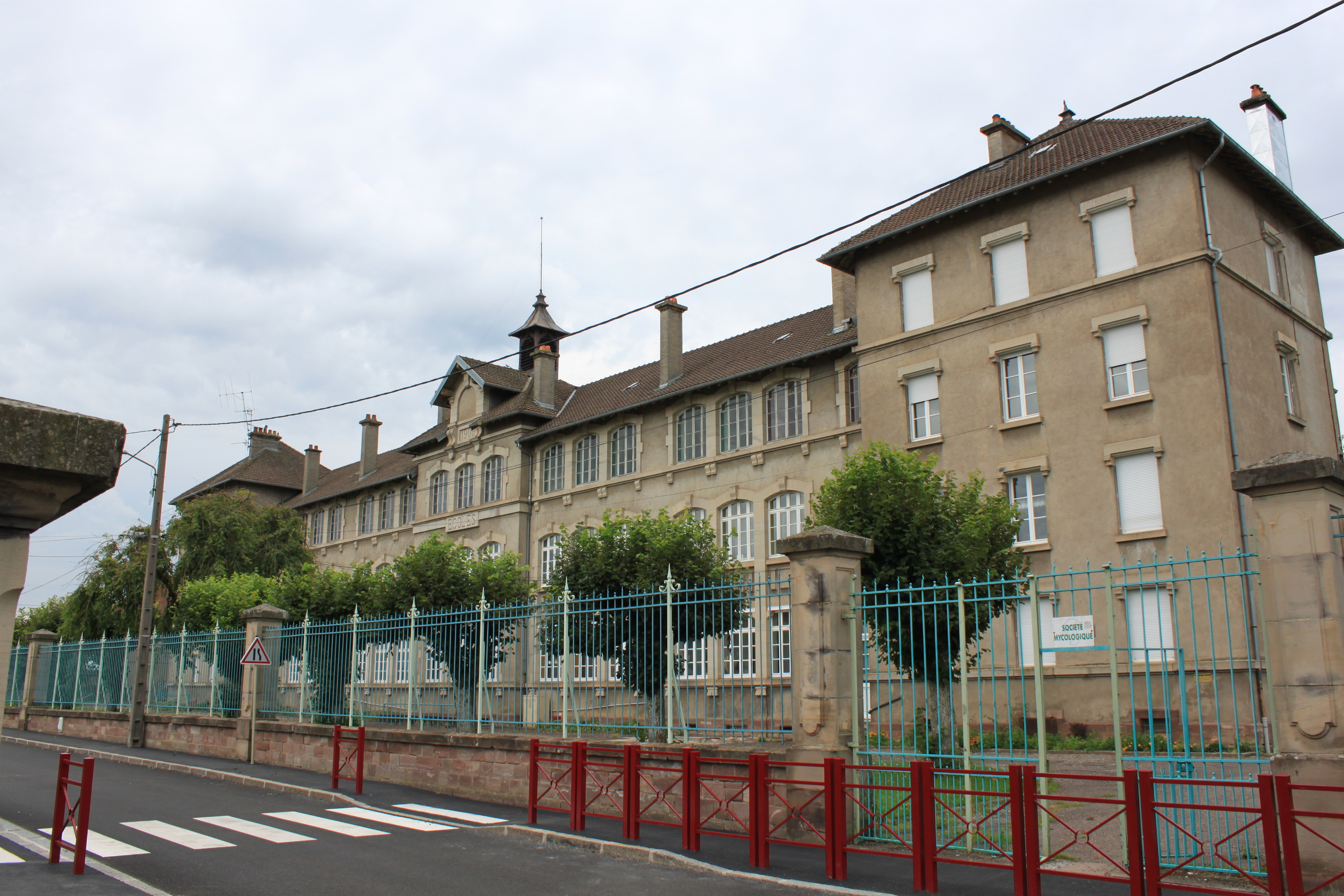
吕克瑟伊莱班的一所学校

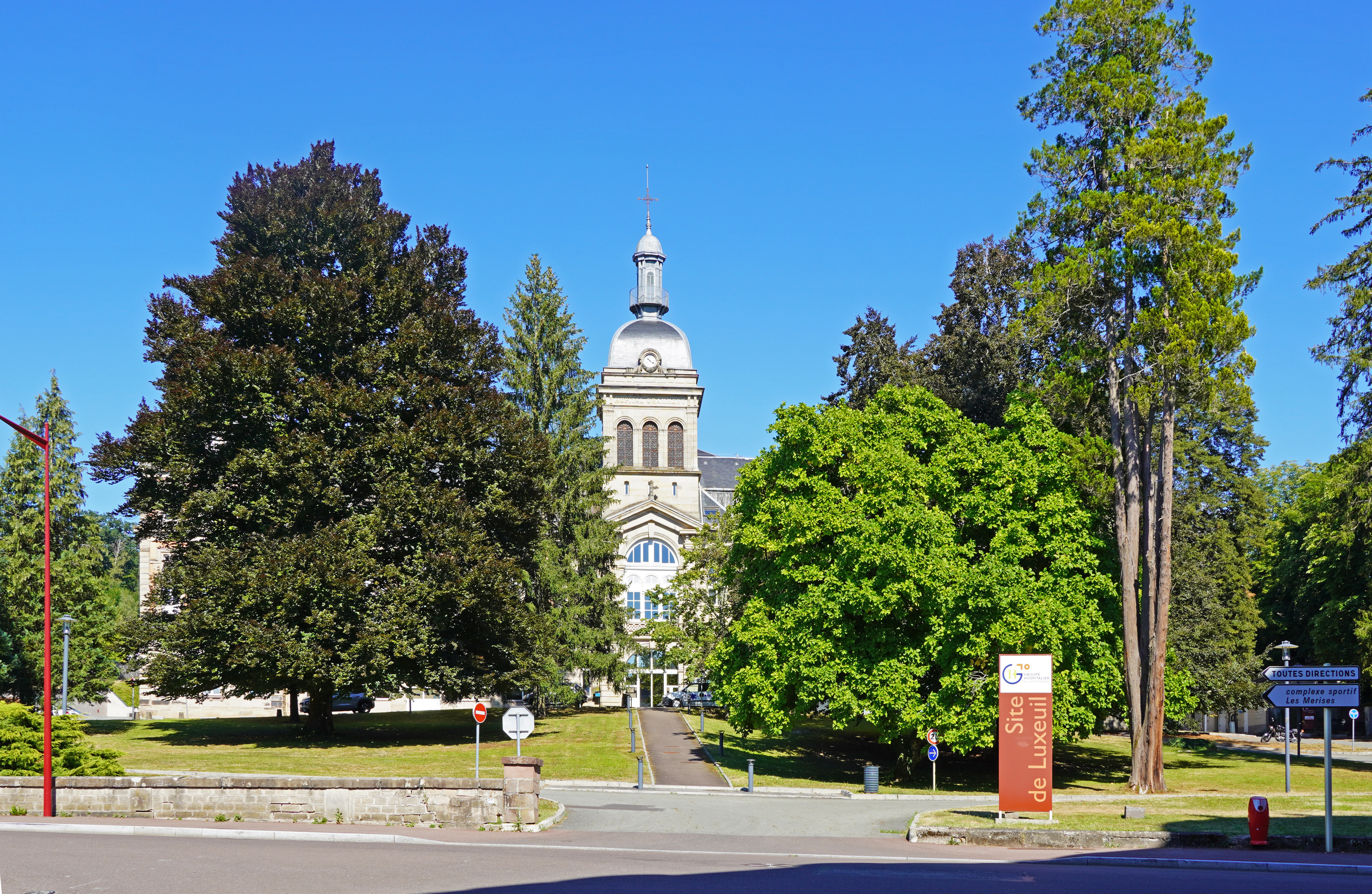
上索恩省医疗集团吕克瑟伊莱班病区

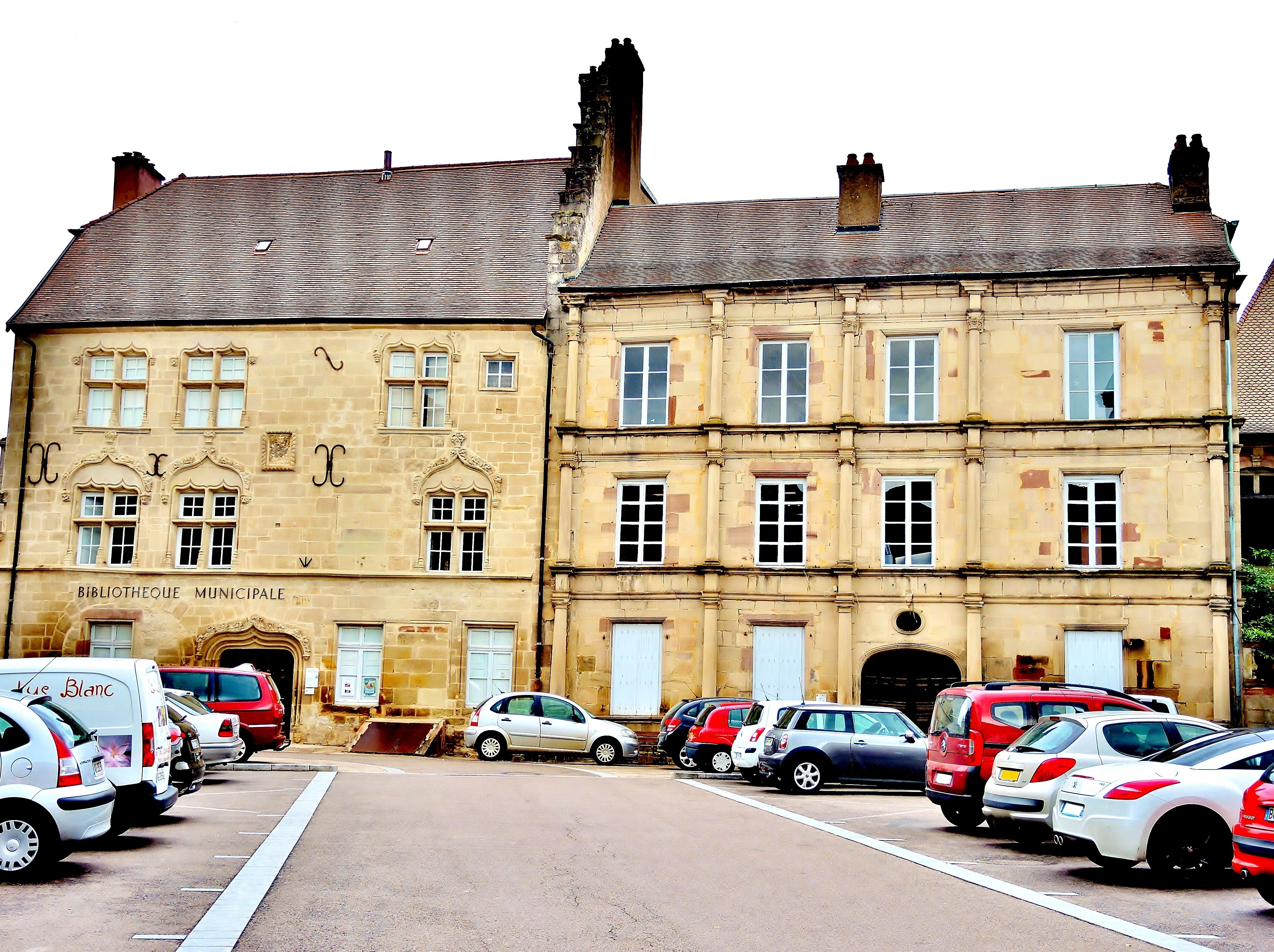
吕克瑟伊莱班市政图书馆

### 教育
吕克瑟伊莱班属于贝桑松学区。截止2020年1月1日，吕克瑟伊莱班境内共有1所幼儿园、5所小学、2所初级中学和1所普通高中。2018至2019学年度，吕克瑟伊莱班境内共有在校中等教育阶段学生1,945名。

### 医疗
截止2020年1月1日，吕克瑟伊莱班境内共有全科医生10名、保健师10名、牙医8名、护士13名、眼科医生1名、皮肤科医生1名和助产士1名。境内共有药房4家、养老院3家、残疾人帮扶中心3家。
吕克瑟伊莱班是上索恩省医疗集团（Groupe Hospitalier de la Haute-Saône）的服务范围，后者是法国的一个区域性医疗机构，在吕克瑟伊莱班市区北部设有一个含45个床位的病区，是当地规模最大的公立综合性医院。

### 住房
2018年，吕克瑟伊莱班境内共有各类住房4,580套，其中35.8%为独立式居民区，62.1%为集中式居民区。常住房屋占吕克瑟伊莱班市镇范围内居民建筑总量的74.2%。
在住房保障政策方面，2020年，吕克瑟伊莱班境内共有1,076户家庭获得了住房经济补助，受益人数占总人口数量的16.1%，其中1,016份为房租补助。

### 商业
2019年，吕克瑟伊莱班境内共有各类实体商铺241家，其中餐厅37家、大型超市6家、杂货店2家、面包房9家、肉铺3家、书店4家、装饰品店2家、银行门店7家、美容美发店22家、汽车维修店20家。市区西南部建有开放式商业街区，市中心亦建有欧尚超市、Intersport以及一家家乐福便民店。

### 体育
2020年，吕克瑟伊莱班境内共有1家游泳池、3间体育馆、2座综合体育场、6处网球场、1处马术场、1处足球或橄榄球场以及2处篮球或排球场。
截至2022年1月，吕克瑟伊莱班境内共有两家注册足球俱乐部。吕克瑟伊地区足球俱乐部（Football Club Pays de Luxeuil，编号564202）是当地的代表性足球队，2021至2022赛季参加上索恩省足球联赛（第十一级别）。

### 环境
吕克瑟伊莱班的环境事务由其所属的吕克瑟伊地区市镇公共社区负责。2019年，吕克瑟伊莱班境内共有1家污染企业。

### 治安
2019年，吕克瑟伊莱班市镇范围内有1处宪兵队。
吕克瑟伊莱班所在地是吕尔宪兵总队的管辖范围。2020年，该宪兵总队辖区内共191个市镇累计发生各类案件2,621起，其中盗窃类案件1,069起，经济类案件455起，毒品交易类案件96起。

## 文化
2020年，吕克瑟伊莱班境内共有1家电影院和1家博物馆。吕克瑟伊莱班市政府提供多媒体中心，每周一、二、三、五、六向公众开放。

### 建筑
吕克瑟伊莱班境内有多处历史建筑，其中法国国家文物保护单位包括圣伯多禄大教堂、吕克瑟伊莱班温泉、市政塔等。

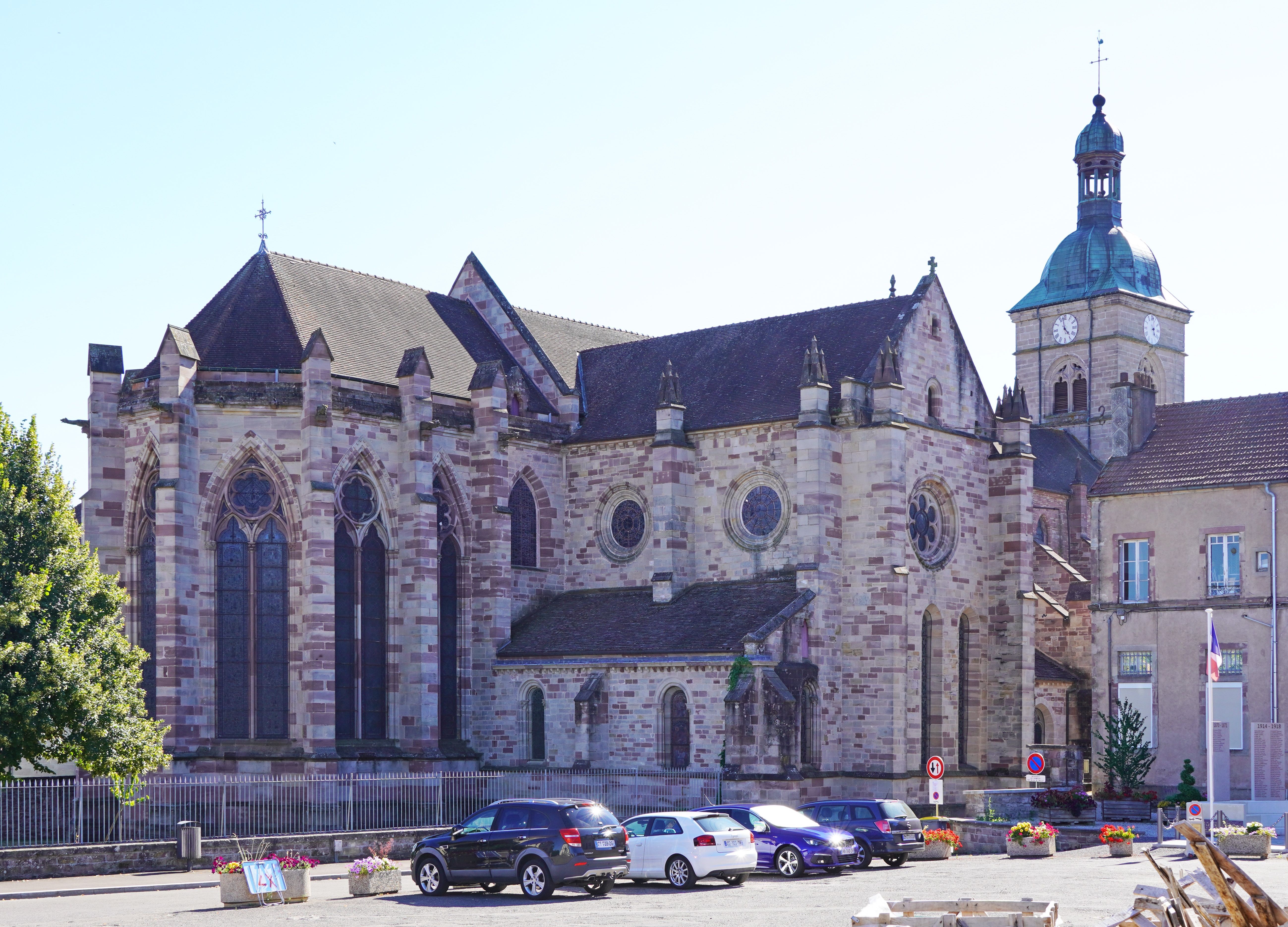
圣伯多禄大教堂（法语：Basilique Saint-Pierre de Luxeuil-les-Bains）
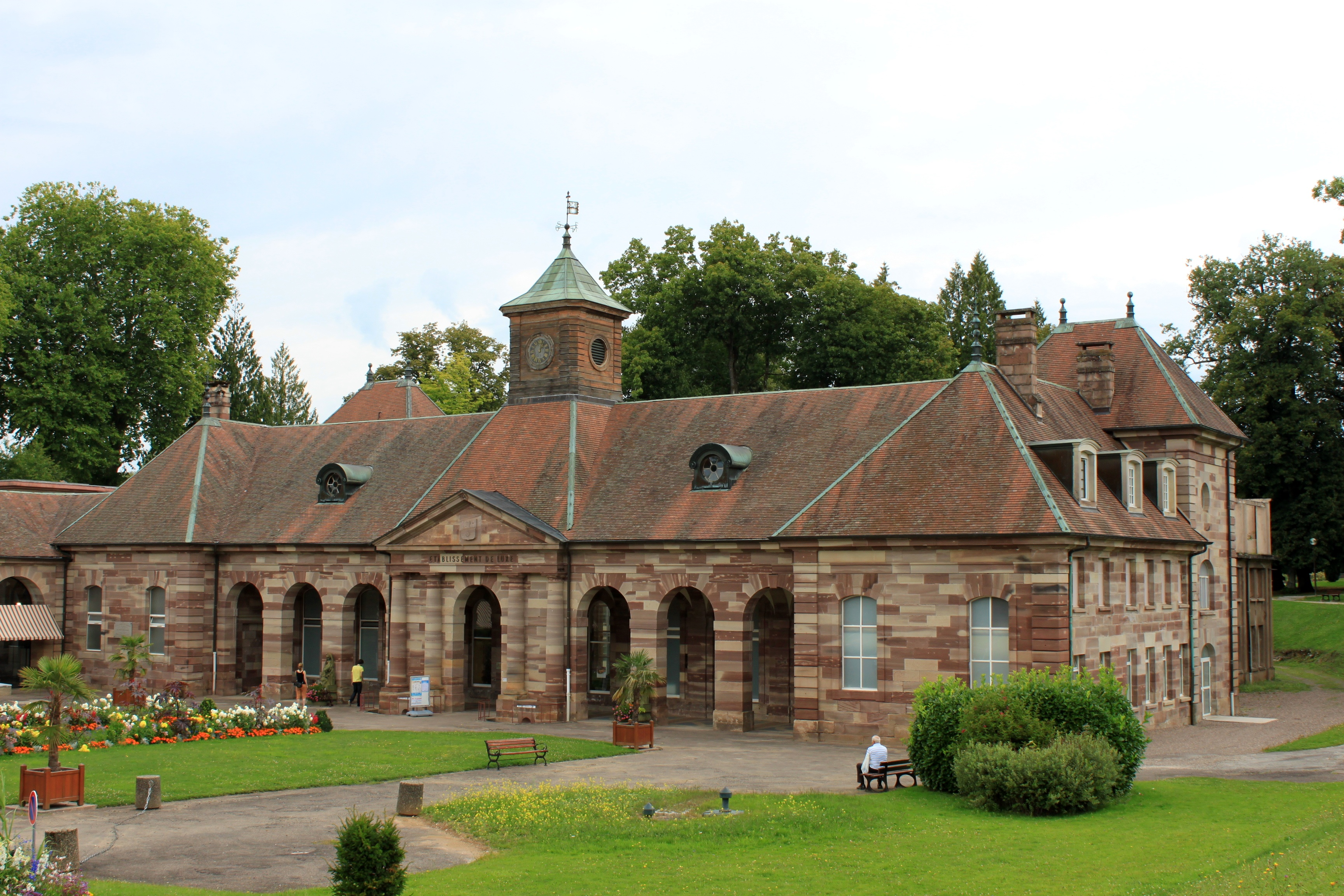
吕克瑟伊莱班温泉（法语：Établissement thermal de Luxeuil-les-Bains）
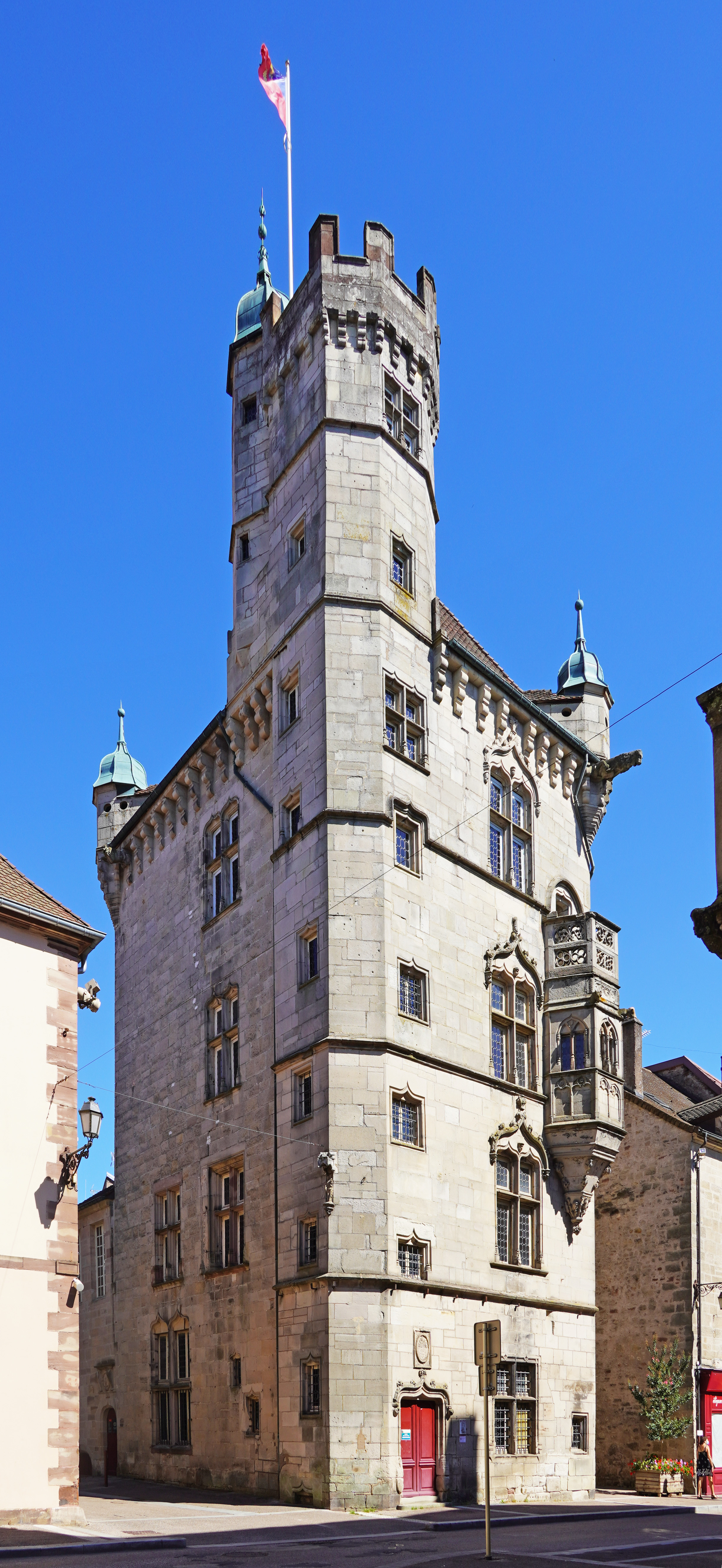
市政塔（法语：Tour des échevins）
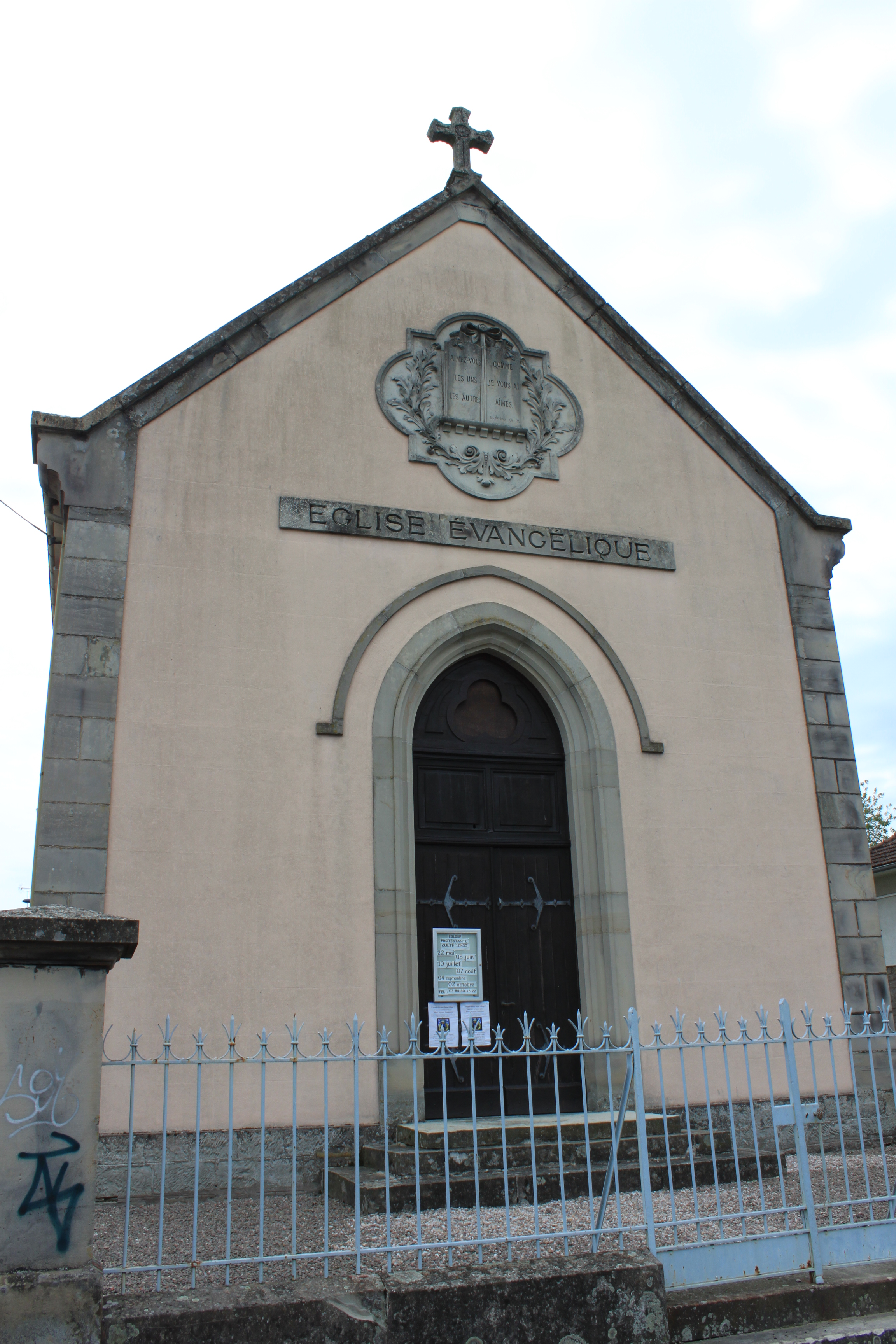
福音堂
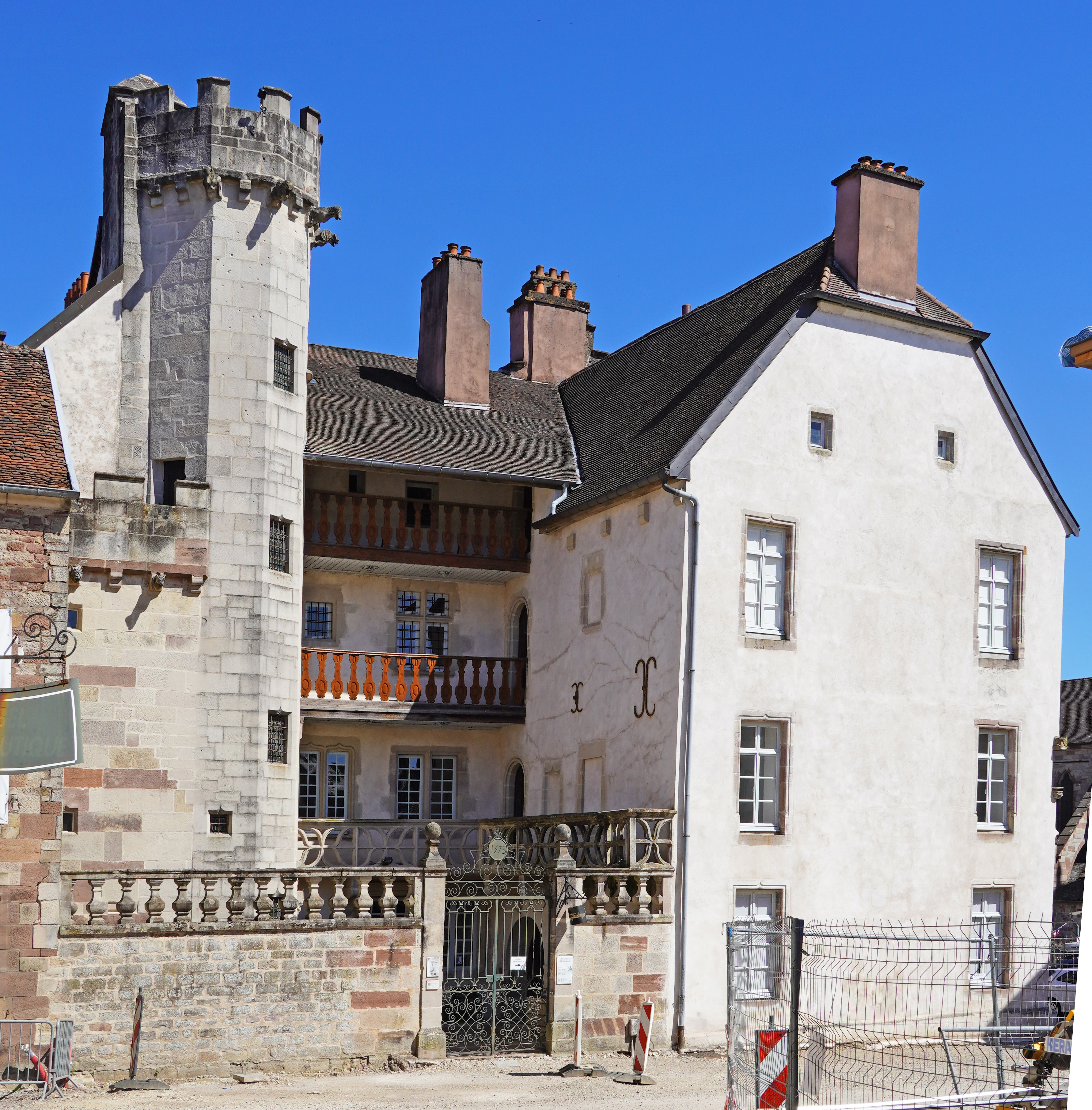
蒂亚多宫（法语：Hôtel Thiadot）
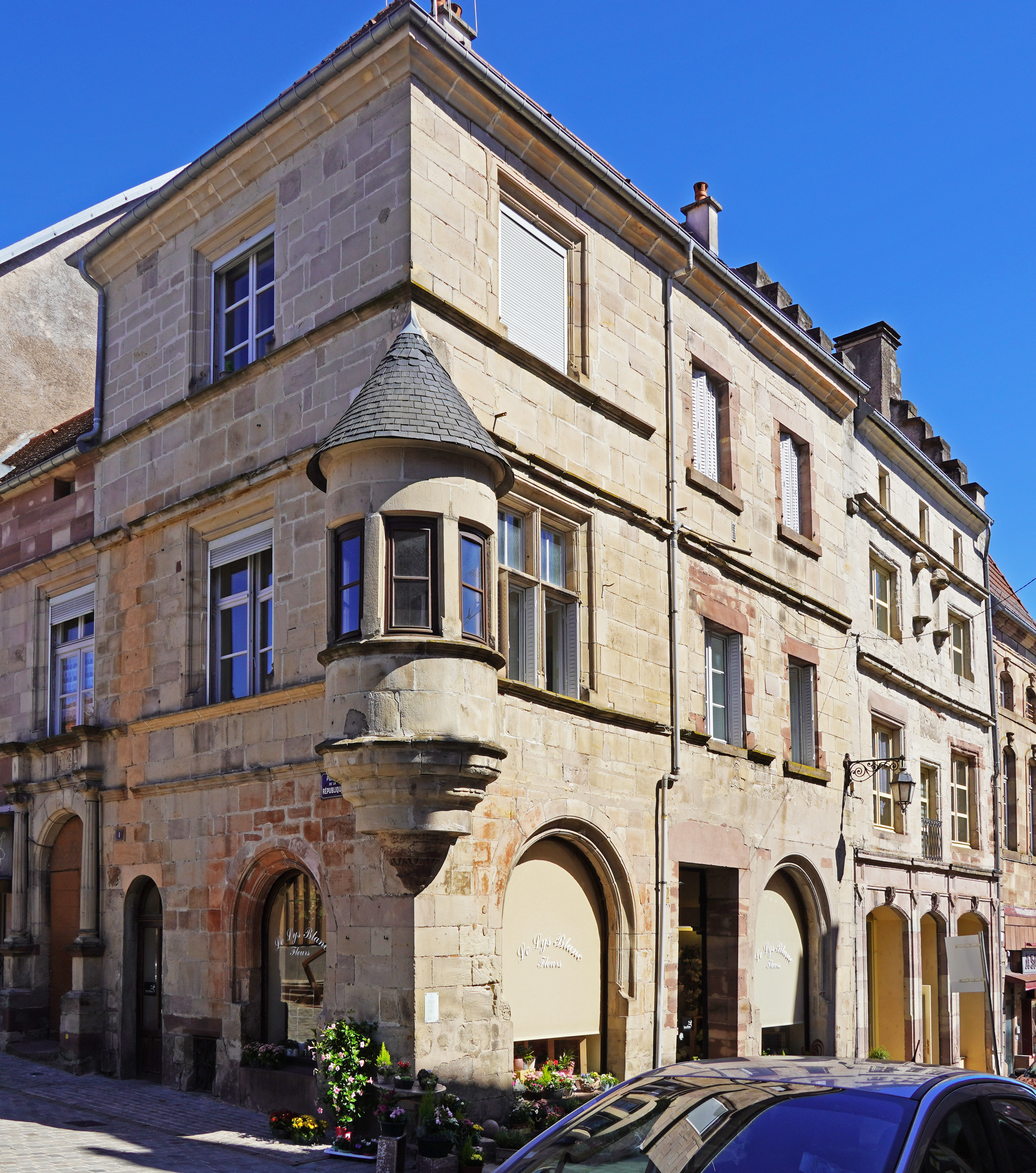
蒂博·德蒙蒂勒宫（法语：Hôtel Thiebaut de Montureux）
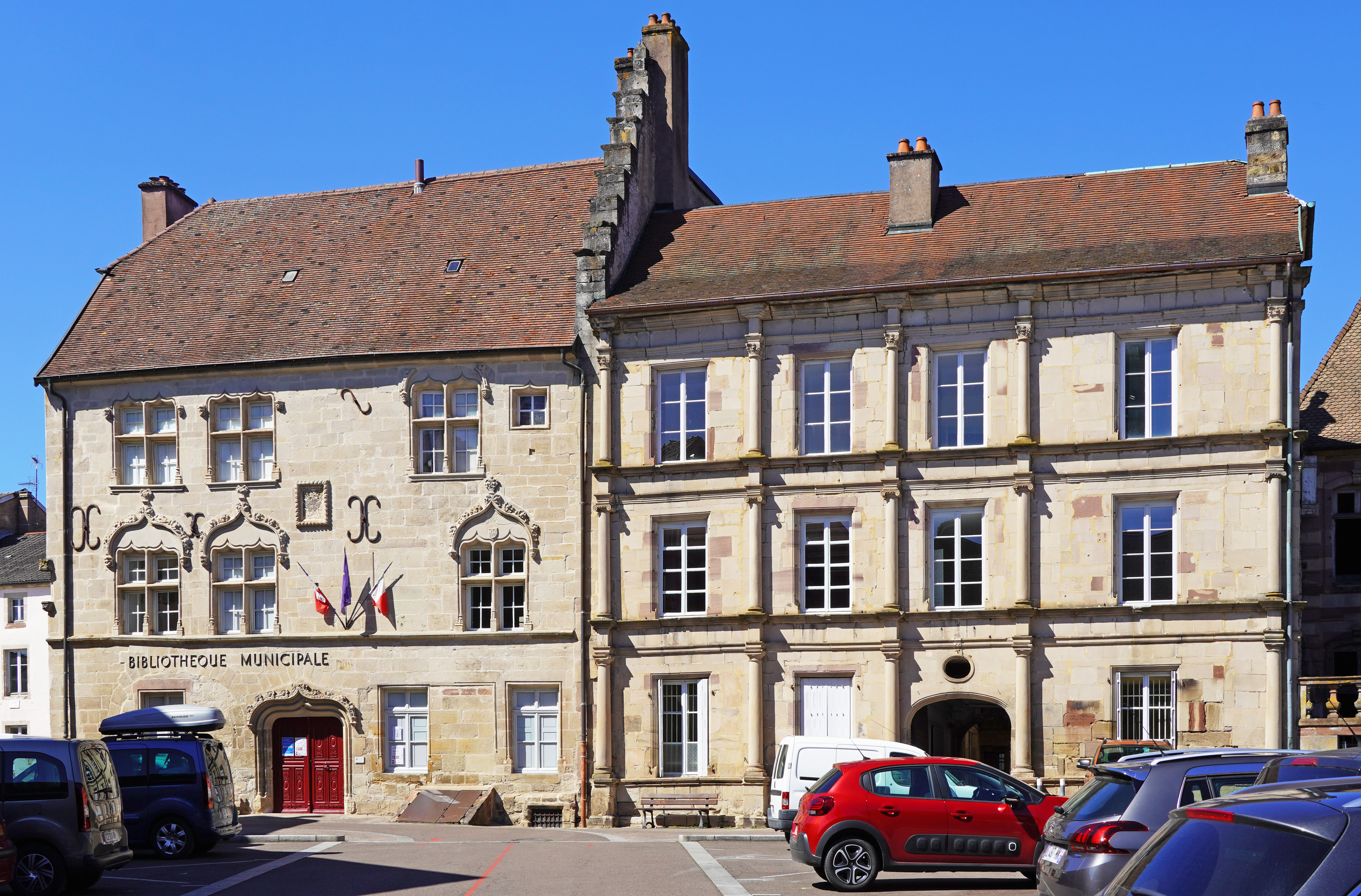
皮塞尔宫（法语：Hôtel Pusel）

### 旅游
吕克瑟伊莱班的旅游事务由其所属的吕克瑟伊地区市镇公共社区负责。2021年，吕克瑟伊莱班境内共有4家酒店共计127间房间；另有1个露营地，可容纳共95辆露营车。

### 媒体
法国主要的媒体均可在吕克瑟伊莱班接收，法国电视三台下属的勃艮第-弗朗什-孔泰大区频道在部分时段播出吕克瑟伊莱班所属区域的地方新闻。《东部共和国人报》是当地主要的地方媒体，总部位于南锡。

## 相关人物
法国画家朱尔·阿德莱尔出生于吕克瑟伊莱班。

## 友好城市
截至2022年1月，吕克瑟伊莱班共与三座城市互为友好城市关系：
- 義大利 萨尔索马焦雷泰尔梅（1961年）
- 突尼西亞 哈马姆利夫（1961年）
- 德国 巴特武尔察赫（1988年）